# Prawie my
Prawie my – singiel Alicji Szemplińskiej wydany 30 listopada 2019 nakładem Universal Music Polska. Utwór napisali i skomponowali Neve, Dominic Buczkowski-Wojtaszek i Patryk Kumór.
Kompozycja znalazła się na 48. miejscu listy AirPlay – Top, najczęściej odtwarzanych utworów w polskich rozgłośniach radiowych.
W sierpniu 2021 nagranie uzyskało status złotej płyty.

## Geneza utworu i historia wydania
Utwór napisali i skomponowali Neve, Patryk Kumór oraz Dominic Buczkowski-Wojtaszek.
Singel ukazał się w formacie digital download 30 listopada 2019 w Polsce za pośrednictwem wytwórni płytowej Universal Music Polska.
Szemplińska po raz pierwszy wykonała piosenkę 28 listopada 2019 na żywo w programie Pytanie na śniadanie. Dwa dni później zaśpiewała ją podczas finału dziesiątej edycji programu The Voice of Poland, który zwyciężyła. 22 lutego 2020 utwór zaprezentowany został telewidzom stacji TVP2 podczas finału trzeciej edycji programu rozrywkowego The Voice Kids.

## Teledysk
Do utworu powstał teledysk w reżyserii Sebastiana Wełdycza, który udostępniono w dniu premiery singla za pośrednictwem serwisu YouTube. W ciągu 10 dni od premiery przekroczył próg miliona wyświetleń.

## Lista utworów
- Digital download[3]

1. „Prawie my” – 2:55

## Notowania

### Pozycje na listach airplay
| Kraj   | Lista (2019–20)   | Najwyższa pozycja |
| ------ | ----------------- | ----------------- |
| Polska | AirPlay – Top     | 48                |
| Polska | AirPlay – Nowości | 3                 |